# Озанфан, Амеде
Амеде Озанфан (фр. Amédée Ozenfant; 15 апреля 1886, Сен-Кантен — 4 мая 1966, Канн) — французский художник и теоретик посткубизма, основатель пуризма в живописи.

## Биография
Озанфан родился в буржуазной семье в Сен-Кантене (Эна) и получил образование в доминиканских коллежах в Аркашоне и Сен-Себастьене. По завершении обучения вернулся в Сен-Кантен и начал рисовать акварелью и пастелью; с 1904 года посещал курс рисунка под руководством Жюля-Александра Патруйяра-Деграва.
В 1905 (по другим источникам — в 1906) году отправился в Париж, где учился у Мориса Вернёя, Шарля Котте и Жака-Эмиля Бланша.
Решающую роль для становления Озанфана как художника, нашедшую отражение особенно в его ранних работах, сыграло знакомство с Андре де Сегонзаком и Роже де ла Френе, которые рисовали в стиле рационально-классического варианта кубизма. В 1918 году он пишет совместно с Ле Корбюзье программную статью «После кубизма». Оба мастера требуют в ней категорической отмены в творчестве всех чувственно-декоративных и эмоциональных элементов кубизма. Художественная продукция должна быть рационалистически уравнена с продуктами индустриального производства. Соответственно и картины Озанфана отмечены холодной точностью рисунка, смягчённого нежными, приглушёнными цветовыми тонами.